# العالمين

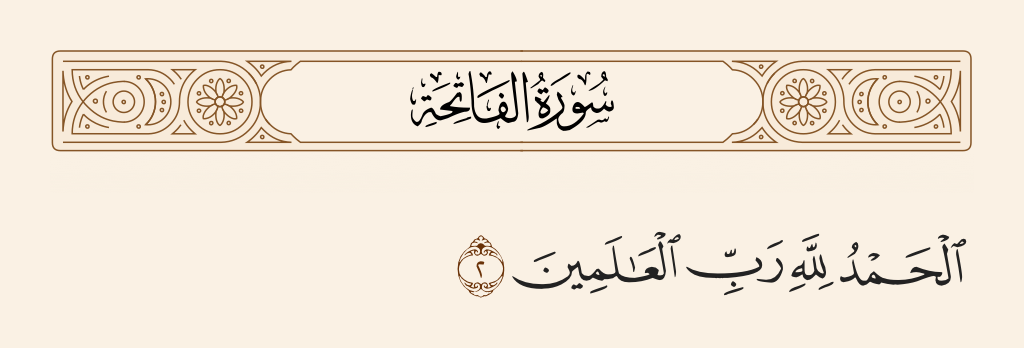
كلمة العالمين في بداية الآية الثانية في سورة الفاتحة

في الفلسفة الإسلامية العالَمِين مفردها عالم والتي تشير إلى العالم، الفضاء، أو الكون. والذي يتضمن البشر، النباتات، الحيوانات، الأرض، النجوم، الجن، و الملائكة.